# Государственные награды Узбекистана
Государственные награды Узбекистана — высшая форма поощрения граждан Узбекистана. К государственным наградам относятся звания, ордена и медали Республики Узбекистан, а также Почетная грамота Республики Узбекистан.

## Общие положения
Государственные награды учреждаются законом Республики Узбекистан № 176-I от 22 декабря 1995 года «О государственных наградах». Учреждаемые Президентом Республики Узбекистан государственные премии, памятные и нагрудные знаки, государственными наградами не являются.
Государственными наградами Республики Узбекистан могут быть награждены граждане Узбекистана, других государств и лица без гражданства (в том числе посмертно). Награждение каждой государственной наградой какого-либо человека производится единожды (за исключением государственных наград, имеющих степени).
В отдельных случаях государственными наградами могут награждаться административно-территориальные единицы, органы государственного и хозяйственного управления, воинские подразделения, негосударственные некоммерческие организации, творческие коллективы и иные юридические лица Республики Узбекистан, а также иностранные юридические лица.
Награждение государственными наградами производится Президентом, награждение Президента — палатами Олий Мажлиса.
Ходатайствовать о представлении к государственным наградам могут:
- Спикер Законодательной палаты Олий Мажлиса;
- Председатель Сената Олий Мажлиса
- Премьер-министр Узбекистана;
- председатели:
  - Жокаргы Кенеса;
  - Конституционного суда;
  - Верховного суда;
  - Высшего судейского совета;
  - Центрального банка;
  - Службы государственной безопасности;
  - Счетной палаты;
  - Центральной избирательной комиссии;
- Генеральный прокурор Республики Узбекистан;
- хокимы областей и города Ташкента;
- руководителями органов государственного и хозяйственного управления, других республиканских учреждений, негосударственных некоммерческих организаций в лице их республиканских органов.

Представление к награждению иностранных граждан вносится по согласованию с Министерством иностранных дел.
Лишение государственных наград возможно в случаях:
- осуждения лица за тяжкое или особо тяжкое преступление — по представлению суда;
- совершения лицом проступка, порочащего его честь и достоинство, — по представлению органа или организации, правомочного вносить представление о награждении.

При этом государственные награды и документы к ним подлежат возврату в Комиссию по государственным наградам и геральдике при Президенте Республики Узбекистан.

## Государственные награды
| Изображение | Награда                                                                                 | Дата учреждения | Основания награждения |
| ----------- | --------------------------------------------------------------------------------------- | --------------- | --- |
|             | Звание «Ўзбекистон Қахрамони» (Герой Узбекистана) медаль «Олтин Юлдуз» (Золотая Звезда) | 5 мая 1994      | Высшая степень отличия, присваиваемая гражданам Узбекистана и, в исключительных случаях, иностранным гражданам за заслуги перед государством и народом, связанные с совершением геройского подвига. При присвоении звания «Герой Узбекистана», вручается медаль «Золотая Звезда». |

### Ордена
| Изображение | Награда                                                     | Дата учреждения  | Основания награждения |
| ----------- | ----------------------------------------------------------- | ---------------- | --- |
|             | Орден «Мустакиллик» (Независимость)                         | 5 мая 1994       | Награждаются граждане Узбекистана и, в исключительных случаях, иностранные граждане за выдающийся вклад в построение и укрепление независимого правового государства, обеспечение мира и прогресса в республике. |
|             | Орден Амира Темура                                          | 26 апреля 1996   | Награждаются граждане Узбекистана и, в исключительных случаях, иностранные граждане за выдающиеся заслуги в укреплении государственности, значительный вклад в развитие зодчества, науки, литературы и искусства, в том числе военного искусства, за особый вклад в деле укрепления межгосударственного сотрудничества, мира и дружбы между народами. |
|             | Орден Жалолиддина Мангуберди                                | 30 августа 2000  | Награждаются военнослужащие командного состава, проявившие образцы высокого военного мастерства, героизм и отвагу при защите независимости страны, рубежей Родины, родной земли и сохранении её как зеницы ока, внесшие большой вклад в укрепление оборонной мощи нашего государства. |
|             | Орден «Олий Даражали Дўстлик» (Дружба на высшем уровне)     | 11 марта 2020    | Награждаются граждане Узбекистана и иностранные граждане и лица без гражданства, главы иностранных государств и правительств, представители парламентов зарубежных стран, руководители и представители международных организаций, дипломатических представительств, консульских учреждений и иных приравненных к ним организаций, видные государственные и общественные деятели, проявившие себя выдающиеся деятели сферы науки, образования и воспитания, здравоохранения, духовности, культуры и спорта, а также меценаты, прославившиеся благородными делами в духе гуманизма, известные представители бизнес-сообщества за личный вклад в развитие всесторонних выгодных отношений партнерства, усиление взаимоуважения и доверия между Республикой Узбекистан и другими государствами. Орден «Олий Даражали Дўстлик» является высшей государственной наградой Республики Узбекистан для иностранных граждан и лиц без гражданства. |
|             | Орден «Буюк хизматлари учун» (За выдающиеся заслуги)        | 29 августа 1996  | Награждаются граждане Узбекистана и иностранные граждане за большие заслуги в развитии науки и техники, экономики и культуры, значительный вклад в развитие межгосударственного сотрудничества и реализацию внутренней и внешней политики, направленной на повышение международного авторитета Узбекистана. |
|             | Орден «Эл-юрт ҳурмати» (Уважение народа и Родины)           | 28 августа 1998  | Награждаются граждане Узбекистана и иностранные граждане за большой вклад в дело укрепления независимости страны, её экономической мощи, роста национальной духовности и культуры, заслужившие своим трудом, научной, общественной работой, трудолюбием и патриотизмом уважение и авторитет общественности. |
|             | Орден «Фидокорона хизматлари учун» (За бескорыстную службу) | 29 августа 2003  | Награждаются гражданские лица и военнослужащие Узбекистана и иностранные граждане, внесшие большой вклад в дело экономического и культурного развития страны, укрепления её обороноспособности и национальной безопасности, сохранения в обществе мира, стабильности и межнационального согласия, показавшие образец самоотверженности, посвятившие свой талант, опыт и знания служению на благо Родины. |
|             | Орден «Мехнат шухрати» (Трудовая слава)                     | 30 августа 1995  | Награждаются граждане Узбекистана и, в исключительных случаях, иностранные граждане за выдающиеся трудовые заслуги, способствующие подъему экономики и культуры, росту благосостояния народа, сохранению мира и стабильности в государстве. |
|             | Орден «Фахрий мураббий» (Почетный наставник)                | 9 июня 2020      | Награждаются граждане Узбекистана, внесшие достойный вклад в воспитание молодежи в духе любви и преданности Родине, защиту их от чуждых идей, возвращение сбившихся с пути на правильный путь, формирование у молодого поколения активной гражданской позиции и идеологического иммунитета, инициативности, самоотверженности и нравственных качеств, а также своими глубокими знаниями и богатым жизненным опытом показывающие для всех личный пример во всесторонней поддержке нуждающейся в помощи и попавшей в трудную ситуацию молодежи и семей, обеспечении их занятости и обучении предпринимательству, создании для этого благоприятных условий. |
|             | Орден «Соглом авлод учун» (За здоровое поколение)           | 4 марта 1993     | Награждаются граждане Узбекистана за особые заслуги в охране материнства и детства, обеспечении лучших материальных условий и нравственного климата для развития здорового поколения. Орден состоит из двух степеней. |
|             | Орден «Шон-Шараф» (Честь и слава)                           | 4 марта 1993     | Награждаются граждане Узбекистана и, в исключительных случаях, иностранные граждане за самоотверженность и мужество, проявленные при защите Отечества, за большие заслуги в деле укрепления обороноспособности и национальной безопасности, повышения боеготовности вооружённых сил и обеспечения правопорядка в Узбекистане. Орден состоит из двух степеней. |
|             | Орден «Дустлик» (Дружба)                                    | 5 мая 1994       | Награждаются граждане Узбекистана и иностранные граждане за большие достижения в деле укрепления дружбы, взаимопонимания и согласия между представителями всех наций и народностей, населяющих Узбекистан, развитие дружбы и всестороннего сотрудничества народа Узбекистана с народами других стран. |
|             | Орден «Саломатлик I степени» (Здоровье)                     | 5 мая 2020       | Награждаются граждане Узбекистана, иностранные граждане и лица без гражданства за особые заслуги в развитии системы здравоохранения в стране, улучшении здоровья населения и укреплении международного сотрудничества в данной сфере. |
|             | Орден «Саломатлик II степени» (Здоровье)                    | 5 мая 2020       | Награждаются граждане Узбекистана, иностранные граждане и лица без гражданства за особые заслуги в развитии системы здравоохранения в стране, улучшении здоровья населения и укреплении международного сотрудничества в данной сфере. |
|             | Орден «Мардлик» (Храбрость)                                 | 11 сентября 2012 | Награждаются гражданские лица и военнослужащие Узбекистана и, в исключительных случаях, иностранные граждане, посвятившие себя защите Родины и служению Отечеству, проявившие при этом мужество и отвагу. |

### Медали
| Изображение | Награда                                           | Дата учреждения | Основания награждения |
| ----------- | ------------------------------------------------- | --------------- | --- |
|             | Медаль «Жасорат» (Отвага)                         | 5 мая 1994      | Награждаются военнослужащие, сотрудники службы национальной безопасности и органов внутренних дел Узбекистана за проявленные храбрость и отвагу при выполнении воинского или служебного долга, при обеспечении национальной безопасности республики, охране общественного порядка и борьбе с преступностью. Медалью могут награждаться как граждане Узбекистана так и иностранные граждане, за подвиги, совершенные при охране общественного порядка, спасении жизни людей, государственного и общественного имущества во время стихийных бедствий, пожаров и других чрезвычайных ситуаций. |
|             | Медаль «Содиқ хизматлари учун» (За верную службу) | 6 июля 2007     | Награждаются граждане Узбекистана и, в исключительных случаях, иностранные граждане за большие заслуги в деле укрепления обороноспособности и национальной безопасности, повышения боеготовности Вооружённых Сил страны и обеспечения правопорядка, проявившие высокое профессиональное мастерство, верность воинскому и патриотическому долгу. |
|             | Медаль «Соғлом турмуш» (Здоровая жизнь)           | 5 мая 2020      | Награждаются граждане Узбекистана и иностранные граждане за особые заслуги в формировании здорового образа жизни среди населения, а также в сфере физической культуры и спорта. |
|             | Медаль «Келажак бунёдкори» (Созидатель будущего)  | 28 декабря 2017 | Награждаются граждане Республики Узбекистан от 14 лет до 30 лет включительно, преданно служащие интересам народа, проявляя патриотизм, самоотверженность и трудолюбие, вносящие достойный вклад в повышение международного авторитета и приумножение славы Узбекистана, являющиеся для сверстников примером активности и инициативности в общественно-политической жизни страны, а также достигшие больших успехов в учёбе и трудовой деятельности. |
|             | Медаль «Шухрат» (Слава)                           | 5 мая 1994      | Награждаются граждане Узбекистана и иностранные граждане, которые своим добросовестным трудом достигли больших успехов в деле развития экономики, науки и культуры республики, воспитания подрастающего поколения в духе патриотизма и преданности идеям национальной независимости и социального прогресса. |

### Почётные звания
Почётные звания Республики Узбекистан учреждены в целях поощрения граждан за трудовые заслуги, плодотворную государственную, общественную и творческую деятельность.

### Почётная грамота
Почётной грамотой Республики Узбекистан награждаются граждане Узбекистана и иностранные граждане, а также предприятия, учреждения, организации, общественные объединения, творческие коллективы и воинские подразделения и административно-территориальные единицы Узбекистана за трудовые и боевые заслуги, плодотворную государственную, общественную и творческую деятельность.